# Německá historická škola
Německá historická škola či historická škola ekonomie byla převládajícím směrem ekonomické vědy v Německu během 19. století. Jejím základním principem je odmítavý postoj ke klasické politické ekonomii, která se tehdy zformovala v Anglii a ve Francii. Cílem kritiky byla především abstraktně deduktivní metoda klasické ekonomie a skepse ohledně existence obecně platných ekonomických zákonů. Historická škola naopak tvrdila, že pouze studium empirických fakt a induktivní metoda mohou vést k poznání hospodářských procesů. Pravou podstatu ekonomických jevů je tedy možné vysvětlit jen na základě zkoumání historie.

## Vznik historické školy

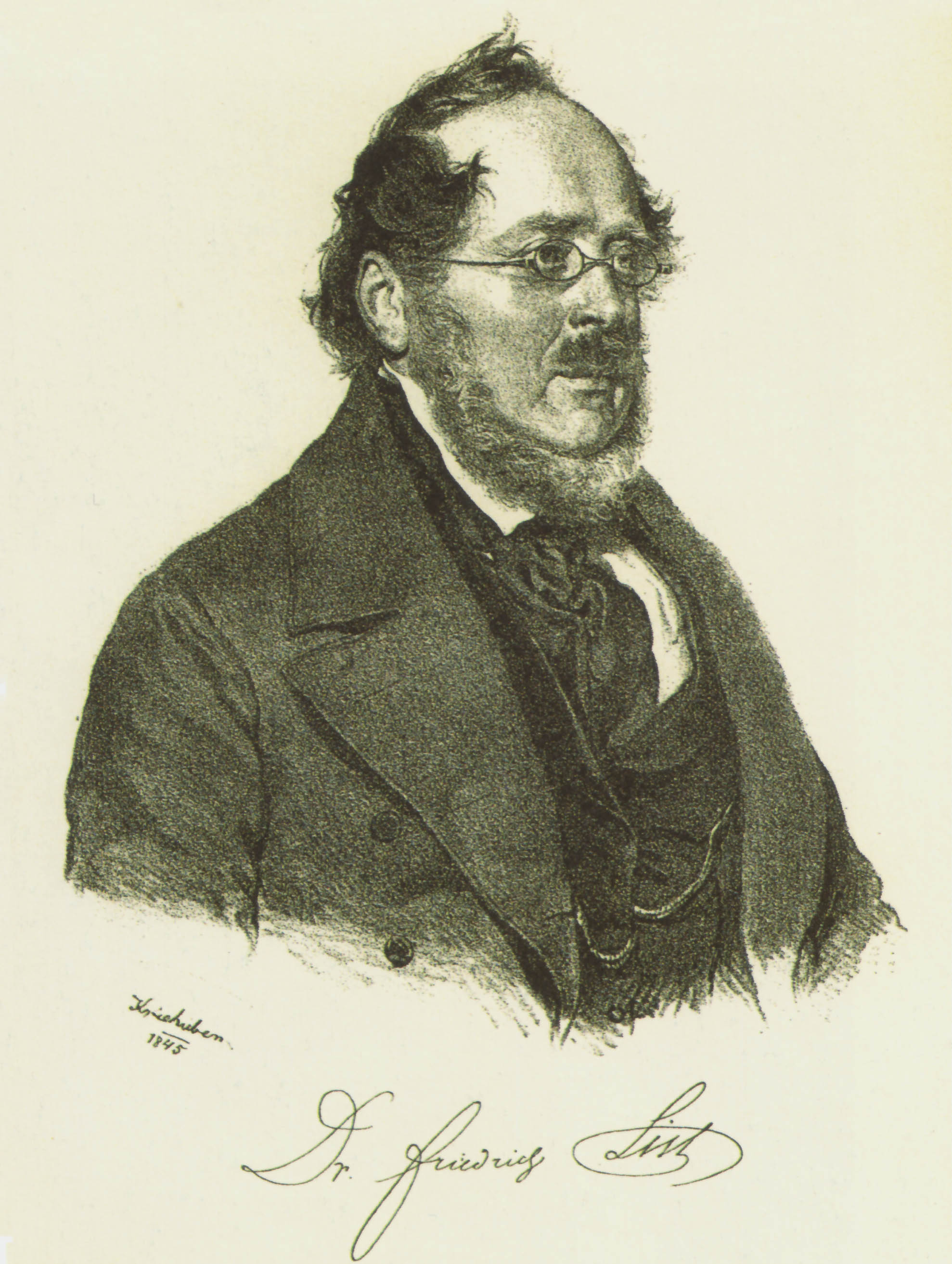
Friedrich List (1789-1846)

Německá historická škola vychází z německé klasické filozofie, především z Immanuela Kanta a G. W. F. Hegela. Kant např. tvrdil, že poznání nemůže mít žádný obsah, pokud se nevztahuje ke zkušenosti. Svůj vliv na formování německého ekonomického myšlení hrálo opoždění Německa v hospodářském rozvoji a nutnost čelit silné zahraniční konkurenci. Roli hrála i vysoká úroveň historické vědy v německých zemích. Historická škola navazovala též na tzv. kamerální politické vědy, což byl systém nauk uplatňovaný ve středoevropských zemích, který připravoval úředníky pro státní správu a obsahoval i disciplíny jako obchodní právo, státní finance či daně. Postupně se kameralistika přibližovala vědě o národohospodářství.

### Friedrich List
Nejvýznamnějším předchůdcem historické školy byl Friedrich List, který zastával evoluční pohled na politickou ekonomii a jako základ argumentace používal historické srovnání. Jeho hlavním dílem je  Das Nationale System der politischen Oekonomie (Národní systém politické ekonomie, 1841). Vychází z myšlenky, že je potřeba rozvíjet specifickou národní politickou ekonomii, která musí zohledňovat národní specifika a sloužit národním zájmům. Odtud pochází požadavek na bariéry mezinárodnímu obchodu, za kterými by mohl „dospět“ německý průmysl – tzv. výchovný protekcionismus. List zformuloval koncept stádií hospodářského vývoje, podle kterého určitým dosaženým úrovním hospodářského rozvoje měly odpovídat rozdílné hospodářské politiky, čímž zpochybňoval univerzální ekonomické zákony klasické politické ekonomie.

## Starší historická škola

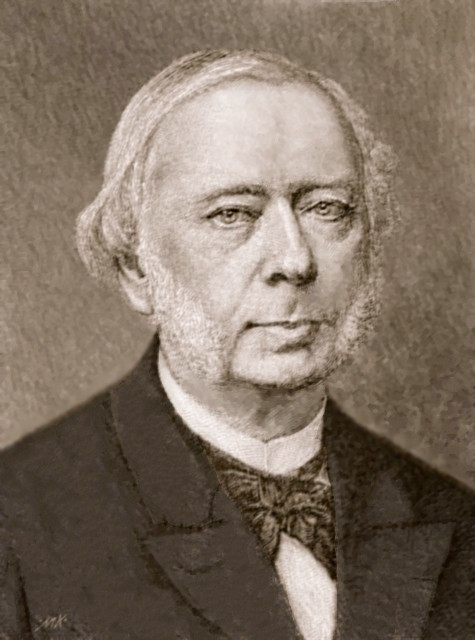
Wilhelm Roscher (1817-1894)

Starší historická škola se zformovala ve 40. letech 19. století. Přišla s historickou metodou, avšak historismus neprosazovala tak důrazně jako pozdější mladší historická škola. Její představitelé vycházeli z toho, že politická ekonomie je vědou historickou. Nevybudovali však žádný koherentní systém politické ekonomie podle svých představ a zůstali pouze u kritiky klasické ekonomie a deklarací, jak by politická ekonomie měla vypadat.

### Wilhelm Roscher
Wilhelm Roscher vyzval k přebudování politické ekonomie na základě „historické metody“. K jiným metodologickým přístupům zkoumání ekonomiky byl však také tolerantní a v podstatě uznával i klasickou ekonomii. Jeho Nástin přednášek o státním hospodářství na podkladě historické metody (1843) je považován za manifest, resp. založení německé historické školy. Roscher tvrdil, že hospodářský řád je produktem historického vývoje. Za základní úkol ekonomické teorie považoval popis toho, co národ chce dosáhnout v hospodářství a popis cíle, který skutečně sleduje.

### Bruno Hildebrand
Bruno Hildebrand požadoval přebudování národohospodářské teorie na základě historické metody. Lidé podle něho mají svobodnou vůli a nemusí se řídit žádnými hospodářskými zákonitostmi. Rozdělil hospodářský vývoj do tří stupňů: hospodářství přírodní, peněžní, úvěrové. Jeho kritika Adama Smithe spočívala v tvrzení, že podněty hospodářské činnosti nevycházejí jen z osobních zájmů jednotlivců, nýbrž i z morálky, smyslu pro povinnost a jiných lidských motivů.

### Karl Knies
Karl Knies požadoval nahrazení národohospodářské teorie historickým výkladem vývoje národního hospodářství, politiky a kultury. Odmítal existenci zákonů, neboť nevěřil na opakování jevů a zdůrazňoval, že v každém národu vládne specifický duch. Úkolem ekonomické teorie je proto vysvětlit historickou minulost příslušného národa.

## Mladší historická škola

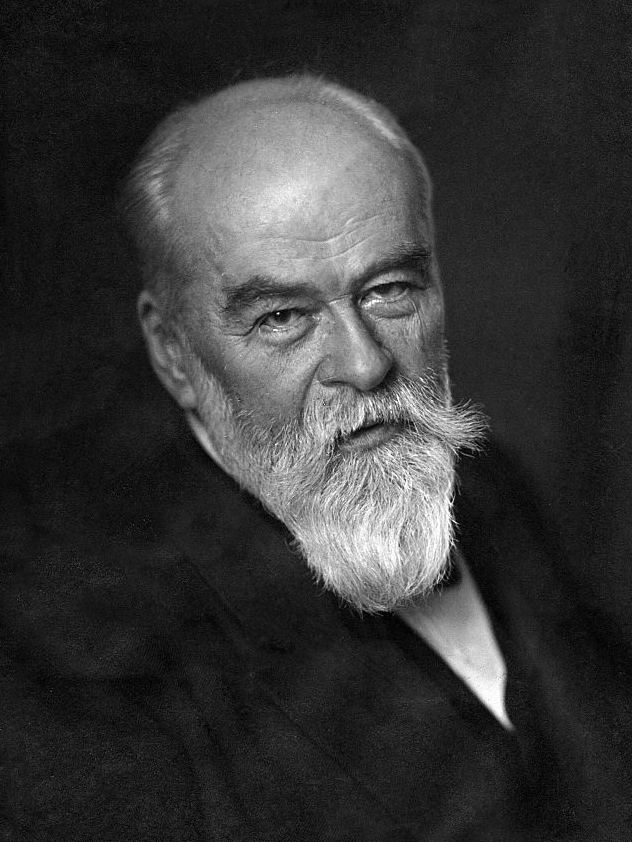
Gustav Schmoller (1838-1917)

V období působení mladší historické školy se Německo sjednotilo (1871) a začalo se proměňovat z relativně zaostalé na vyspělou zemi, kde však stále přetrvával protekcionismus. Představitelé mladší historické školy seskupené okolo Gustava Schmollera již nepopírali kauzalitu ve společenském životě, avšak nepředpokládali, že metody klasické politické ekonomie jsou pro objevení zákonů vhodné. Mladší německou historickou školu tvoří první generace a druhá generace (někdy označována jako nejmladší historická škola). Představiteli druhé generace jsou především Max Weber a Werner Sombart.

### Gustav von Schmoller
Gustav Schmoller byl hlavním mluvčím první generace mladší německé historické školy, zejména v prvním sporu o metodu s Carlem Mengerem (o přípustnosti abstraktně deduktivní metody) - tzv. Methodenstreit a ve druhé generaci mladší historické školy též ve druhém sporu o metodu (spor o hodnotové soudy). Schmoller považoval abstraktně deduktivní metodu za nevědeckou. Zdůrazňoval evoluci a etický přístup. Byl přesvědčen, že k naplnění cílů německé historické školy stačí nashromáždit dostatek historických a statistických údajů a z nich pak vyvodit novou ekonomickou teorii. To se mu však nikdy nepovedlo a místo toho nezamýšleně rozvinul spíše dějiny národního hospodářství.
Jeho nejvýznamnějším dílem je Grundriss der allgemeinen Volkswirthschaftslehre (Nástin obecné národohospodářské nauky, 1901-1904). Schmollerův přínos lze doložit zejména na zkoumání institucí, díky kterému se stal předchůdcem teorie transakčních nákladů a amerického institucionalismu.

### Max Weber
Max Weber měl liberálnější názory než jiní představitelé historické školy. Společnost vnímal jako souhrn autonomních jednotlivců podmíněný sociálními zákonitostmi. Ke zkoumání hospodářských jevů požadoval interdisciplinární přístup, v čemž se opět přibližuje pozdějšímu institucionalismu. Dále se zabýval především problémy metodologie, jež byly předmětem prvního sporu o metodu a snahou o jejich překonání. Jeho známými díly ve vztahu k ekonomii jsou Die protestantishe Ethik und der Geist des Kapitalismus (Protestantská etika a duch kapitalismu, 1904-1905) a Wirtschaft und Gesellschaft (Ekonomie a společnost, 1922).

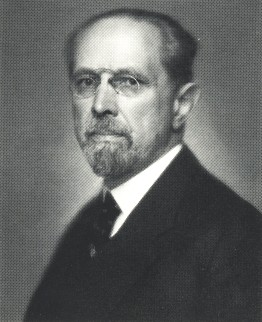
Werner Sombart (1863-1941)

### Werner Sombart
Werner Sombart byl výrazně ovlivněn Karlem Marxem a Maxem Weberem. Každá dějinná epocha se podle něho vyznačuje svérázným duchem (Geist), který je základním principem v každém socioekonomickém systému. Duch je tvořen souborem psychologických postojů lidí, kteří vytvářejí charakter dané doby. Ve svém díle kladl velký důraz na historicky specifické rysy institucí, přičemž obecné rysy často zanedbával. Jeho pojetí metodologie a rozlišování pojmů přiblížilo německou historickou školu nejblíže k řešení problému historické specifičnosti, avšak nemělo mnoho následovníků a upadlo v zapomnění. Sombart se hlásil k socialismu, ovšem s výraznými nacionalistickými prvky. Na jeho výklad vzniku kapitalismu s rasovým podtextem se snesla vlna kritiky. Nakonec se na sklonku života přiklonil k nacismu.

### Další představitelé
Dalšími zástupci nejmladší historické školy byli např. Arthur Spiethoff, který rozvíjel teorii hospodářského cyklu nebo Adolf Wagner, který se zabýval problematikou státních financí a předpokládal, že se mohou stát nástrojem dosažení sociální spravedlnosti. Lujo Brentano byl liberálnější autor v rámci první generace německé historické školy, který odmítal představy o vyšším předurčení státu ve srovnání s jednotlivcem kvůli riziku zneužití moci. Politická ekonomie podle něho musí být etickou vědou, která bere v úvahu „nejvyšší cíle lidské společnosti“. Za vývoj hospodářského života je zodpovědný stát, nikoliv neviditelná ruka trhu. K první generaci mladší historické školy se kromě Brentana řadí ještě Karl Bücher nebo Georg Friedrich Knapp.

## Spor o metodu
První spor o metodu neboli tzv. Methodenstreit, který mezi sebou rozpoutali představitelé mladší historické školy a rakouské školy je dodnes pravděpodobně nejvýznamnějším metodologickým sporem v dějinách ekonomie.
Probíhal mezi G. Schmollerem na jedné straně a C. Mengerem a E. Böhm-Bawerkem, představiteli marginilastické revoluce a nastupující neoklasické ekonomie na straně druhé. Šlo o spor mezi abstraktně-racionálním a empiricko-realistickým přístupem. Schmoller nakonec připustil oprávněnost abstraktně-deduktivní metody.
Druhý spor o metodu se odehrál mezi samotnými představiteli mladší historické školy, a to kolem otázky hodnotících soudů. Schmoller a Wagner chápali ekonomii jako etickou a normativní vědu, jejímž smyslem je formulovat doporučení pro hospodářskou a sociální politiku státu. Weber a Sombart naopak vnímali ekonomii jako pozitivní vědu a domnívali se, že dávání doporučení hospodářských politik ekonomii nepřísluší.

## Kritika
V tomto období na německých univerzitách údajně vymizela ekonomie jako věda. Historická škola je obviňována z toho, že se snaží marně shromažďovat materiály, statistiky a historické příklady a doufá, že následující generace z ní "indukcí" zkonstruuje univerzálně platné teorémy.
Německá historická škola v období od Bismarka po Hitlera je obviňována, že zpopularizovala u německého národa všechny ty politiky, které nakonec vedly k velkým katastrofám. Agresivní imperialismus, který dvakrát skončil válkou a porážkou, hyperinflace dvacátých let, Zwangswirtschaft a hrůzy nacistického režimu, to byly výsledky politiků, kteří jednali tak, jak je to naučili profesoři historické školy.

## Závěr
Německá historická škola bývá často hodnocena jako slepá ulička ekonomie, neboť nikdy nebyla schopna uznat a rozvinout obecnou teorii. Některé její základní myšlenky týkající se zejména protekcionismu jsou však dodnes přítomny v praktickém mezinárodně-obchodním uvažování jednotlivých států a během 20. století byly nezřídka používány jako argument pro aplikaci nejrůznějších rozvojových a průmyslových politik rozvojových států, např. strategie nahrazování importů (tzv. argument infant industry). Ty ovšem, na rozdíl od prudké industrializace Německa koncem 19. století, dopadly neúspěšně. Největší slabinou německé historické školy byl obecně přílišný důraz na národní specifika, historickou metodu a přecenění významu studia předchozích fází vývoje.
Zejména na kriticismus německé historické školy navázaly další sociologicko-institucionální směry.